# Souessa spinifera
Souessa spinifera là một loài nhện trong họ Linyphiidae.
Loài này thuộc chi Souessa. Souessa spinifera được Octavius Pickard-Cambridge miêu tả năm 1874.